# La partida del bote
La partida del bote, o El remero con sombrero de copa, es una pintura al óleo sobre lienzo del pintor francés Gustave Caillebotte (1848-1894), realizada en 1878. Mide 89,5 × 116,7 cm y perteneció a una colección privada en París hasta que, como obra maestra del impresionismo, ingresó a las colecciones del Museo de Orsay en 2022.

## Descripción
Representa la partida en bote de un remero en el Yerres no lejos de la propiedad de la familia Caillebotte donde el artista pasaba las vacaciones de verano desde los doce años. En 1876, Gustave Caillebotte se había registrado en el Club Náutico de París ubicado en Argenteuil, que frecuentaban Manet, Monet y Renoir; será fiel toda su vida a su pasión por la vela y el remo. Pinta aquí a un elegante amigo que acaba de quitarse la chaqueta, pero conserva el sombrero de copa y el atuendo de ciudad como si acabara de llegar de París (situada a unos veinte kilómetros) alojándose con los Caillebotte. El encuadre es cercano, ocupando el espectador el espacio del otro ocupante del bote, probablemente el propio pintor. Al fondo dos remeros se acercan en otro bote, tema común de Caillebotte en esta época.
Este lienzo fue presentado en la Exposición Impresionista de 1879. Luego fue objeto de una caricatura de Draner en Le Charivari .

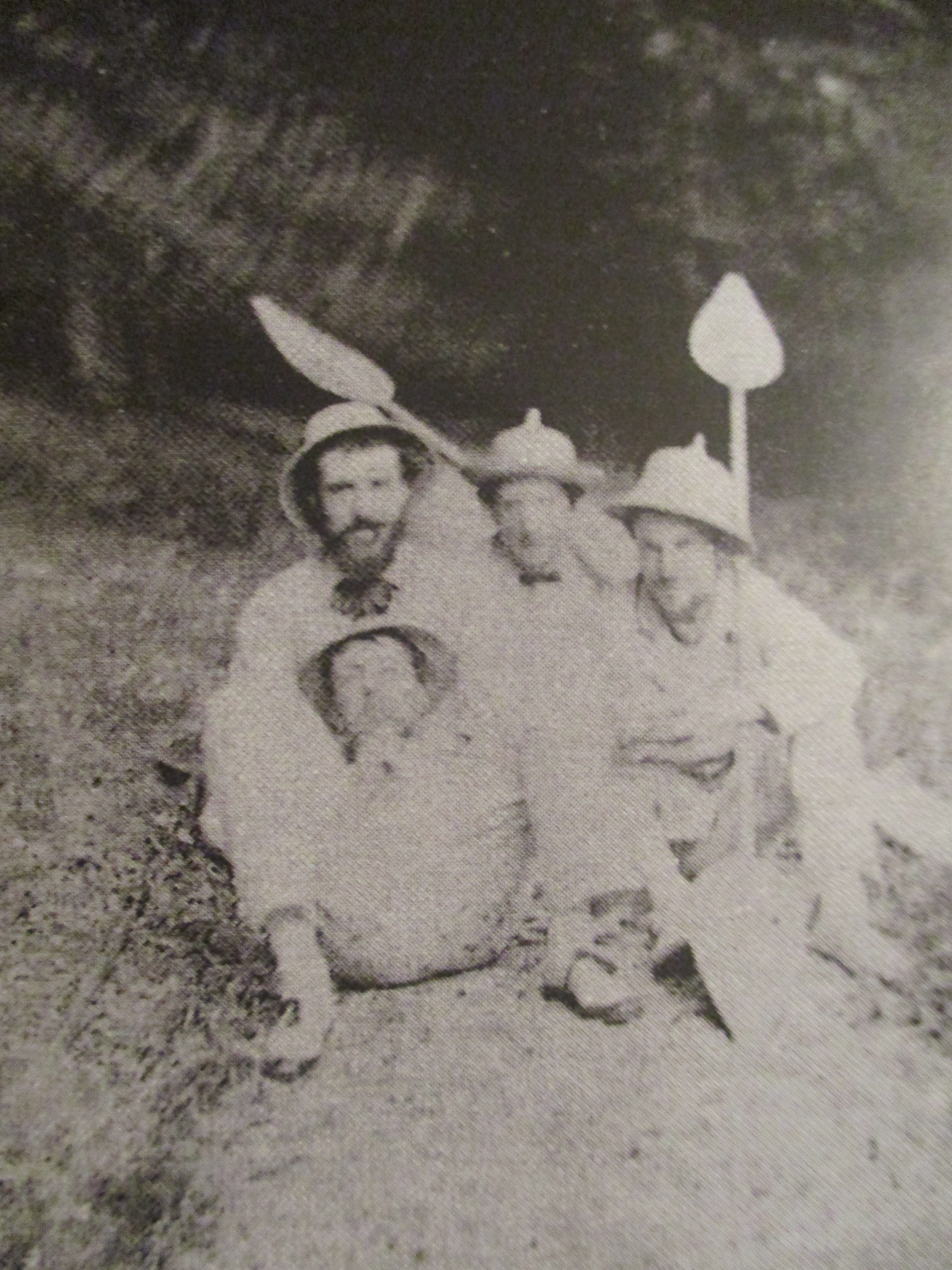
Caillebotte (derecha) con sus amigos remeros en Yerres, verano de 1877 o 1878. ¿El navegante barbudo de la izquierda se parece al caballero de la pintura?.

El 20 de octubre de 1878 , la madre del artista falleció y la propiedad se vendió en junio de 1879 , lo que puso fin a las felices vacaciones de Caillebotte en Yerres.

## Adquisición de la obra
La pintura fue clasificada como Tesoro Nacional a partir de enero de 2020.
La adquisición de la obra por parte del Museo de Orsay, gracias al mecenazgo del grupo LVMH, se hizo pública el 30 de enero de 2023, aunque su orden de cesión en el museo data del 29 de julio de 2022.